# Dicranota (Rhaphidolabis) exclusa
Dicranota (Rhaphidolabis) exclusa is een tweevleugelige uit de familie Pediciidae. De soort komt voor in het Palearctisch gebied.